# Hammarkinds, Stegeborgs och Skärkinds domsagas tingslag
Hammarkinds, Stegeborgs och Skärkinds domsagas tingslag var ett tingslag i Östergötlands län och Hammarkinds, Stegeborgs och Skärkinds domsaga, bildat 1 januari 1904 (enligt beslut den 28 juni 1901 och den 20 februari 1903) genom sammanslagning av Hammarkinds härad och Stegeborgs skärgårds tingslag och Skärkinds tingslag.

## Ingående områden
Tingslaget omfattade häraderna Hammarkind och Skärkind. Den 1 januari 1947 (enligt beslut den 22 november 1946) upphörde rådhusrätten i Söderköpings stad, och staden fördes till Hammarkinds, Stegeborgs och Skärkinds domsaga och domsagans tingslag.

### Kommuner
Tingslaget bestod av följande kommuner den 1 januari 1952:
- Aspvedens landskommun
- Stegeborgs landskommun
- Gryts landskommun
- Ringarums landskommun
- Valdemarsviks köping
- Söderköpings stad